# Serhij Paszynski
Serhij Wołodymyrowycz Paszynski, ukr. Сергій Володимирович Пашинський (ur. 14 października 1966 w miejscowości Zirne w rejonie berezieńskim) – ukraiński polityk i przedsiębiorca, w 2014 pełniący obowiązki szefa Administracji Prezydenta Ukrainy, poseł do Rady Najwyższej.

## Życiorys
Absolwent Kijowskiego Instytutu Pedagogicznego im. Maksyma Gorkiego (1991). Pracował w sektorze bankowym, m.in. w latach 1999–2000 zasiadał we władzach Oszczadbanku. W 2005 był doradcą premier Julii Tymoszenko, następnie przez kilka miesięcy kierował przedsiębiorstwem państwowym Ukrrezerw.
Bez powodzenia kandydował do parlamentu m.in. w 2002 z ramienia ugrupowania Przeciw Wszystkim. Mandat poselski uzyskał w 2006 z listy Bloku Julii Tymoszenko, z powodzeniem ubiegał się o reelekcję w 2007 i w 2012. Działał w partii Batkiwszczyna, pełnił m.in. funkcję wiceprzewodniczącego tego ugrupowania. Od marca do czerwca 2014 pełnił obowiązki szefa Administracji Prezydenta Ukrainy. W tym samym roku przeszedł do tworzonego przez Arsenija Jaceniuka Frontu Ludowego, odnawiając następnie mandat deputowanego na kolejną kadencję.